# Biblioteca Sperelliana
La Biblioteca Sperelliana è una biblioteca comunale, situata nell'ex monastero Olivetano di San Pietro a Gubbio.

## Storia

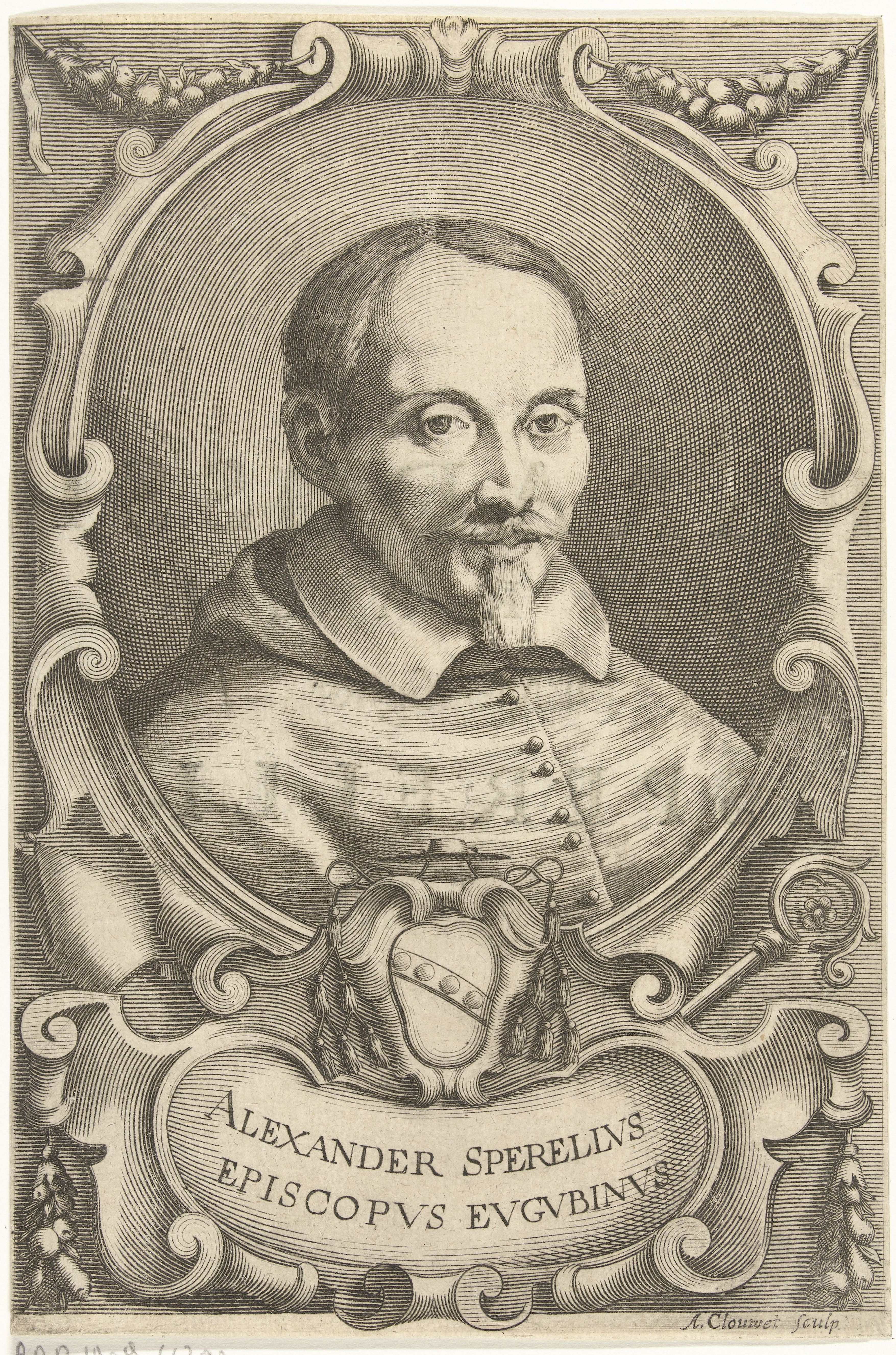
Il vescovo di Gubbio Alessandro Sperelli, fondatore della Biblioteca

La Biblioteca Sperelliana venne costituita a partire dalla libreria del vescovo di Gubbio Alessandro Sperelli, che donò alla città i suoi 7000 volumi. La biblioteca venne, in seguito, fondata il 10 giugno 1666.
Il vescovo riteneva che lo sviluppo culturale della comunità poteva contribuire significativamente alla crescita spirituale, morale e sociale della sua diocesi in un frangente di grave dissesto economico per Gubbio. La Sperelliana è una delle più antiche biblioteche pubbliche italiane, che seguiva il modello di quella Ambrosiana, a Milano.
Susseguì, all’istituzione della biblioteca, anche la fondazione di una cosiddetta Congregazione Sperella, costituita nel 1667 proprio per lo scopo di garantire una puntuale ed una precisa gestione del patrimonio librario, precedentemente donato. Sarà, di fatto, compito della Congregazione Sperella, provvedere a nominare un bibliotecario: Sperelli chiese proprio a questa figura la massima competenza e responsabilità sia nella manutenzione che nel controllo della biblioteca.
In primo luogo, la sede della Biblioteca Sperelliana fu Palazzo Pretorio, che attualmente rappresenta il Palazzo Comunale. La raccolta si arricchì poi nel tempo grazie a nuove importanti donazioni, come la raccolta di libri e documenti di Vincenzo Armanni, i fondi dei marchesi Ranghiasci, Bonfatti, Mantovani, di Oderigi e Pietro Lucarelli. 
Nel 1974 la Biblioteca subì un trasferimento, in questo caso nei locali dell’ex convento di Santo Spirito, in via Cairoli. Troverà tuttavia dal 21 novembre 2010 la sua definitiva e attuale collocazione, nell’ex monastero Olivetano di San Pietro, come stabilito precedentemente dal Consiglio Comunale nel remoto 1874. Attualmente, la Biblioteca Sperelliana ha un patrimonio di circa 55.000 volumi.